# Sébastien Tellier
Sébastien Tellier (ur. 22 lutego 1975 w Le Plessis-Bouchard) – francuski piosenkarz, multiinstrumentalista i autor tekstów.

## Kariera
W 2001 wydał swój debiutancki album studyjny pt. L’incroyable Vérité, po którego premierze odbył trasę koncertową po Francji. Pochodzący z płyty singiel „Fantino” został wykorzystany w ścieżce dźwiękowej do filmu Między słowami.
W 2004 wydał album pt. Politics, który promował singlem „La ritournelle” nagranym w duecie z Tony Allenem. W tym samym roku napisał i nagrał ścieżkę dźwiękową do filmu Sny o potędze. W 2006 wydał albumy kompilacyjne: Sessions i Universe, na których umieścił utwory ze swoich dwóch pierwszych albumów.
W 2008 wydał album pt. Sexuality, który nagrał we współpracy z Guyem-Manuelem de Homem-Christo. Płytę promował singlem „Divine”, z którym – jako reprezentant Francji – zajął 19. miejsce w finale w 53. Konkursu Piosenki Eurowizji w Belgradzie.
Od 2012 wydał jeszcze kilka albumów studyjnych: My God Is Blue (2012), Confection (2013) i L’Aventura (2014). Stworzył też ścieżkę dźwiękową do filmów Saint-Amour i Marie et les naufragés (2016).

## Dyskografia
Albumy studyjne
- L'incroyable Vérité (2001)
- Politics (2004)
- Sexuality (2008)
- My God Is Blue (2012)
- Confection (2013)
- L’Aventura (2014)
- Domesticated (2020)

Albumy kompilacyjne
- Sessions (2006)
- Universe (2006)